# Guido Pontecorvo
Guido Pellegrino Arrigo Pontecorvo FRS FRSE (Pisa, 29 de novembro de 1907 – 25 de setembro de 1999) foi um geneticista escocês nascido na Itália.

## Vida
Guido Pontecorvo nasceu em 29 de novembro de 1907 em Pisa em uma família de prósperos empresários. Foi um de oito irmãos, dentre eles Gillo Pontecorvo e Bruno Pontecorvo.
Foi despedido de seu posto de trabalho em Florença em 1938, por ser descendente de judeus. Em consequência desta perseguição fugiu para o Reino Unido em 1939 com sua mulher Leonore Freyenmuth (de ascendentes alemães).
Em 1946 foi eleito fellow da Royal Society of Edinburgh. Os proponentes de sua eleição foram Alan William Greenwood, John Walton, Hugh Donald e James Edward Nichols. Foi eleito membro da Royal Society em 1955.
Morreu na Suíça em 25 de setembro de 1999.

## Legado
O atual edifício da genética da Universidade de Glasgow é denominado em memória de Guido Pontecorvo. O Pontecorvo Building faz parte do complexo Anderson College. Nele está instalado um dos poucos ainda operacional elevador Paternoster no Reino Unido.